# Ferlacher Badesee
Der Ferlacher Badesee (ugs. meist Ressnig-Teich genannt) ist ein Badesee im äußersten Süden Österreichs. Er befindet sich am rechten Ufer der Drau auf dem Gebiet der Stadt Ferlach. Die nächstgelegene Ortschaft, wenige hundert Meter südöstlich gelegen, ist der Ferlacher Ortsteil Reßnig. Nördlich des Sees, am gegenüberliegenden Ufer der Drau liegt Maria Rain und in etwa 10 km Entfernung Klagenfurt. 
Der durchschnittlich 6, maximal 10 Meter tiefe See wird ausschließlich vom Grundwasser gespeist. Er entstand 1976 im Zusammenhang mit der Aufstauung der Drau zum Ferlacher Stausee, der bei der Errichtung des Laufwasserkraftwerkes Ferlach-Maria Rain angelegt wurde. Von der Drau ist er nordseitig durch den Damm des Stausees getrennt, der einzige oberirdische Abfluss des Sees mündet in die Kleine Drau. 
Die hygienische Wasserqualität des Sees ist durch die durchlässige Bodenbeschaffenheit und dem damit verbundenen hohen Grad an Grundwassererneuerung sehr gut, die Gewässergüte wird als oligotroph eingestuft.

## Tiere im Ferlacher Badesee
Im Ferlacher Badesee kommen folgende 12 Fischarten vor:
- Aitel (Leuciscus cephalus)
- Barsch (Perca fluviatilis)
- Hecht (Esox lucius)
- Karpfen (Cyprinus carpio)
- Löffelstör (Polyodon spathula)
- Laube (Alburnus alburnus)
- Regenbogenforelle (Oncorhynchus mykiss)
- Rotauge (Rutilus rutilus)
- Rotfeder (Scardinius erythrophthalmus)
- Schleie (Tinca tinca)
- Sonnenbarsch (Lepomis gibbosus)
- Zander (Sander lucioperca)

Der Bestand an Sonnenbarschen ist besonders hoch. Zur Sportfischerei werden die Fischarten Karpfen, Regenbogenforelle und Zander besetzt. Der See beherbergt eine dichte Signalkrebspopulation (Pacifastacus leniusculus).